# Tir als Jocs Olímpics d'Estiu de 1932
Als Jocs Olímpics d'Estiu de 1932 realitzats a la ciutat de Los Angeles (Estats Units) es feren dues proves de tir olímpic, ambdues en categoria masculina. Després de la seva absència en els Jocs anteriors es reintroduí aquest esport olímpic en el programa oficial dels Jocs, no abandonant-lo mai més i desapareixent per sempre més la competició per equips. Les proves es feren entre els dies 12 i 13 d'agost de 1932.

## Comitès Nacionals
Hi participaren un total de 41 tiradors de 10 comitès nacionals diferents:
- Alemanya (1)
- Argentina (2)
- Brasil (6)
- Espanya (5)
- Estats Units (6)
- Hongria (3)
- Itàlia (6)
- Mèxic (5)
- Portugal (4)
- Suècia (3)

## Resum de medalles
| Prova                                     | Or              | Plata        | Bronze             |
| Pistola ràpida 25 metres detalls          | Renzo Morigi    | Heinz Hax    | Domenico Matteucci |
| Rifle en posició estesa 50 metres detalls | Bertil Rönnmark | Gustavo Huet | Zoltán Soós        |

## Medaller
| Posició | País     | Or | Argent | Bronze | Total |
| 1       | Itàlia   | 1  | 0      | 1      | 2     |
| 2       | Suècia   | 1  | 0      | 0      | 1     |
| 3       | Alemanya | 0  | 1      | 0      | 1     |
| 3       | Mèxic    | 0  | 1      | 0      | 1     |
| 5       | Hongria  | 0  | 0      | 1      | 1     |